# Landschaftsschutzgebiet Talsystem nordwestlich Helminghausen
Das Landschaftsschutzgebiet Talsystem nordwestlich Helminghausen ein 23,5 ha großes Landschaftsschutzgebiet (LSG) nordwestlich von Helminghausen im Stadtgebiet von Marsberg. Das Gebiet wurde 2002 mit dem Landschaftsplan Hoppecketal durch den Kreistag des Hochsauerlandkreises ausgewiesen.

## Rechtliche Rahmen
Das Landschaftsschutzgebiet Talsystem nordwestlich Helminghausen wurde als eines von 38 Landschaftsschutzgebieten vom Typ C im Stadtgebiet von Marsberg ausgewiesen. Im Stadtgebiet Marsberg gibt es auch vier Landschaftsschutzgebiete vom LSG Typ A, Allgemeiner Landschaftsschutz, wo unter anderem das Errichten von Bauten verboten ist. Ferner 25 Landschaftsschutzgebiete vom LSG Typ B, Ortsrandlagen und Landschaftscharakter, wo zusätzlich Erstaufforstungen und auch die Neuanlage von Weihnachtsbaumkulturen, Schmuckreisig- und Baumschulkulturen verboten sind. Wie in den anderen 37 Landschaftsschutzgebieten vom Typ C im Landschaftsplangebiet Marsberg besteht im LSG zusätzlich ein Umwandlungsverbot von Grünland und Grünlandbrachen in Acker oder andere Nutzungsformen. Eine maximal zweijährige Ackernutzung innerhalb von zwölf Jahren ist erlaubt, falls damit die Erneuerung der Grasnarbe vorbereitet wird. Dies gilt als erweiterter Pflegeumbruch. Beim erweiterten Pflegeumbruch muss ein Mindestabstand von 5 m vom Mittelwasserbett eingehalten werden.

## Beschreibung
Beim Landschaftsschutzgebiet Talsystem nordwestlich Helminghausen handelt es sich um drei Grünlandtäler. Im LSG fließt der Bach Bieke und zwei namenlose Bäche.

## Schutzzweck
Die Ausweisung erfolgte zur Erhaltung, Ergänzung und Optimierung eines Grünlandbiotop-Verbundsystems in den Talauen und den Magergrünland-Gesellschaften in den Naturschutzgebieten, damit Tiere und Pflanzen Wanderungs- und Ausbreitungsmöglichkeiten behalten, und dem Erhalt der Vorkommen geschützter Vogelarten sowie dem Schutz artenreicher Pflanzengesellschaften.